# Lista de sismos
Esta é uma lista dos maiores sismos registrados.

## Sismos significativos
Esta é uma lista dos sismos significativos listados pelo USGS e com magnitude (escala Richter) estimada ou calculada. Para obter informações sobre outros sismos antigos ou recentes não listados aqui, veja as tabelas abaixo.

### Até ao século XIX
| Data                    | Hora  | Lugar                                                                    | Lat.                                                                     | Long.                                                                    | mortes  | Magn. | MX† (ref. M)                                 |
| ----------------------- | ----- | ------------------------------------------------------------------------ | ------------------------------------------------------------------------ | ------------------------------------------------------------------------ | ------- | ----- | -------------------------------------------- |
| 23 de janeiro de 1556   |       | Xianxim, China                                                           | 34.5                                                                     | 109.7                                                                    | 830.000 | ~8    |                                              |
| 17 de agosto de 1668    |       | Anatolia, Turquia                                                        | 40                                                                       | 36                                                                       | 8,000   | ~8    |                                              |
| 26 de janeiro de 1700   |       | Cascadia, z. subducção da Carolina do Norte à Ilha de Vancouver          | Cascadia, z. subducção da Carolina do Norte à Ilha de Vancouver          | Cascadia, z. subducção da Carolina do Norte à Ilha de Vancouver          |         | ~9    | M (Satake et al, 1996)                       |
| 1 de novembro de 1755   | 10:16 | Lisboa, Portugal Ver Terremoto de Lisboa de 1755                         | 36                                                                       | -11                                                                      | 70,000  | ~9    | MI (Johnston, 1996)                          |
| 28 de fevereiro de 1780 |       | Irã (Irão)                                                               | 38                                                                       | 46.2                                                                     | 200,000 |       |                                              |
| 16 de dezembro de 1811  | 8:00  | New Madrid, Missouri, EUA                                                | 36.6                                                                     | -89.6                                                                    |         | ~8.1  | MI (Johnston, 1996)                          |
| 23 de janeiro de 1812   | 15:00 | New Madrid, Missouri, EUA                                                | 1. 1. 346.6                                                              | -89.6                                                                    |         | ~7.8  | MI (Johnston, 1996)                          |
| 7 de fevereiro de 1812  | 9:45  | New Madrid, Missouri, EUA                                                | 36.6                                                                     | -89.6                                                                    |         | ~8    | MI (Johnston, 1996)                          |
| 2 de junho de 1823      | 8:00  | Lado sul de Kilauea, Hawaii, EUA                                         | 19.3                                                                     | -155                                                                     |         | ~7    | MI (Klein e Wright, 2000)                    |
| 10 de junho de 1836     | 15:30 | Região sul da Baía de São Francisco, Califórnia, EUA                     | 36.9                                                                     | -121.5                                                                   |         | ~6.5  | MI (Bakun, 1999)                             |
| junho de 1838           |       | Península de São Francisco, Califórnia, EUA                              | 37.3                                                                     | -123.2                                                                   |         | ~6.8  | MI (Bakun, 1999)                             |
| 5 de janeiro de 1843    | 2:45  | Marked Tree, Arkansas, EUA                                               | 35.5                                                                     | -90.5                                                                    |         | ~6.3  | MI (Johnston, 1996)                          |
| 9 de janeiro de 1857    | 16:24 | Forte Tejon, Califórnia (Falha de Santo André de Parkfield a Wrightwood) | Forte Tejon, Califórnia (Falha de Santo André de Parkfield a Wrightwood) | Forte Tejon, Califórnia (Falha de Santo André de Parkfield a Wrightwood) | 1       | ~7.9  | M (Grant e Sieh, 1993; Stein e Hanks, 1998)  |
| 16 de dezembro de 1857  | 21:00 | Nápoles, Itália                                                          | 40.3                                                                     | 16                                                                       | 11,000  | ~6.9  | MI                                           |
| 8 de outubro de 1865    | 20:46 | São José, Califórnia, EUA                                                | 37.2                                                                     | 121.9                                                                    |         | ~6.5  | MI (Bakun, 1999)                             |
| 3 de abril de 1868      | 2:25  | Hilea, sudeste do Havaí, Havaí, EUA                                      | 19.2                                                                     | -155.5                                                                   | 77      | ~7.9  | MI (Klein e Wright, 2000)                    |
| 31 de outubro de 1868   | 15:53 | Hayward, Califórnia, EUA                                                 | 37.7                                                                     | -122.1                                                                   | 30      | ~6.8  | MI (Bakun, 1999)                             |
| 20 de fevereiro de 1871 | 8:42  | Molokai, Havaí, EUA                                                      | 21.2                                                                     | -156.9                                                                   |         | ~6.8  | MI (Klein e Wright, 2000)                    |
| 26 de março de 1872     | 10:30 | Owens Valley, Califórnia, EUA                                            | 36.5                                                                     | -118                                                                     | 27      | ~7.6  | M (Beanland e Clark, 1994)                   |
| 15 de dezembro de 1872  | 5:40  | norte de Cascades, Washington, EUA                                       | 47.9                                                                     | -120.3                                                                   |         | ~7.3  | MI (Malone e Bor, 1979; Rogers et al., 1983) |
| 23 de novembro de 1873  | 5:00  | Costa de Califórnia-Oregon                                               | 42.2                                                                     | -124.2                                                                   |         | ~7.3  | MI (Bakun, 2000)                             |
| 31 de agosto de 1886    | 2:51  | Charleston, Carolina do Sul, EUA                                         | 32.9                                                                     | -80                                                                      | 60      | ~7.3  | MI(Johnston, 1996)                           |
| 23 de fevereiro de 1887 | 6:02  | Riviera, Gênova, San Remo, França, Itália                                |                                                                          |                                                                          | 2.000   | ~6.0  |                                              |
| 24 de abril de 1890     | 11:36 | Corralitos, Califórnia, EUA                                              | 37                                                                       | 121.8                                                                    |         | ~6.3  | MI (Bakun, 1999)                             |
| 27 de outubro de 1891   | 21:38 | Mino-Owari, Japão                                                        | 35.6                                                                     | 136.6                                                                    | 7,273   | ~8    | MS                                           |
| 19 de abril de 1892     | 10:50 | Vacaville, Califórnia, EUA                                               | 38.5                                                                     | -121.8                                                                   | 1       | ~6.4  | MI (Bakun, 1999)                             |
| 21 de abril de 1892     | 17:43 | Winters, Califórnia, EUA                                                 | 38.6                                                                     | -122                                                                     |         | ~6.4  | MI (Bakun, 1999)                             |
| 31 de outubro de 1895   | 11:08 | Charleston, Missouri, EUA                                                | 37                                                                       | -89.4                                                                    |         | ~6.6  | MI (Johnston, 1996)                          |
| 15 de junho de 1896     | 19:32 | Sanriku, Japão                                                           | 39.5                                                                     | 144                                                                      |         | ~8.5  | M                                            |
| 12 de junho de 1897     | 11:06 | Assam, Índia                                                             | 26                                                                       | 91                                                                       | 1,500   | ~8.3  |                                              |
| 20 de junho de 1897     | 20:14 | Falha de Calaveras, Califórnia, EUA                                      | 37                                                                       | -121.6                                                                   |         | ~6.3  | MI (Bakun, 1999)                             |
| 31 de março de 1898     | 7:43  | Ilha de Mare, Califórnia, EUA                                            | 38.1                                                                     | 122.4                                                                    |         | ~6.3  | MI (Bakun, 1999)                             |
| 15 de abril de 1898     | 7:07  | Condado de Mendocino, Califórnia, EUA                                    | 39.3                                                                     | -123.9                                                                   |         | ~6.8  | MI (Bakun, 2000)                             |
| 4 de setembro de 1899   | 0:22  | Cabo Yakataga, Alasca, EUA                                               | 60                                                                       | -142                                                                     |         | 7.9   | MS                                           |
| 10 de setembro de 1899  | 21:41 | Baía de Yakutat, Alasca, EUA                                             | 60                                                                       | -142                                                                     |         | 8     | MS                                           |
| 9 de outubro de 1900    | 12:28 | Ilha Kodiak, Alasca, EUA                                                 | 57.1                                                                     | -153.5                                                                   |         | 7.7   | MS                                           |

### Século XX
| Data                    | Hora GMT | Lugar | Lat. | Long. | Mortes   | Magn. | MX† (ref. M)                                 |
| ----------------------- | -------- | --- | --- | --- | -------- | ----- | -------------------------------------------- |
| 3 de março de 1901      | 7:45     | Parkfield, Califórnia, EUA | 36.2 | -120.7 |          | 6.4   | MS (Abe, 1988)                               |
| 27 de agosto de 1904    | 21:56    | Fairbanks, Alasca, EUA | 64.7 | -148.1 |          | 7.3   | MS                                           |
| 9 de julho de 1905      | 9:40     | Mongólia | 49 | 99 |          | 8.4   | M                                            |
| 31 de janeiro de 1906   | 15:36    | Colômbia-Equador | 1 | -81.5 | 1,000    | 8.8   | M                                            |
| 18 de abril de 1906     | 13:12    | S. Francisco, Califórnia (Falha de Santo André, de Cape Mendocino a San Juan Bautista) Ver Terremoto de São Francisco de 1906 | S. Francisco, Califórnia (Falha de Santo André, de Cape Mendocino a San Juan Bautista) Ver Terremoto de São Francisco de 1906 | S. Francisco, Califórnia (Falha de Santo André, de Cape Mendocino a San Juan Bautista) Ver Terremoto de São Francisco de 1906 | 3,000    | 7.8   | M (Bakun, 1999)                              |
| 17 de agosto de 1906    | 0:40     | Valparaíso, Chile | -33 | -72 | 20,000   | 8.2   | M                                            |
| 28 de dezembro de 1908  | 4:20     | Messina, Itália | 38.3 | 15.6 | 70,000   | 7.2   | MS                                           |
| 1 de julho de 1911      | 22:00    | Falha de Calaveras, Califórnia, EUA                                                                                           | 37.39 | -121.8 |          | 6.5   | MS                                           |
| 3 de outubro de 1915    | 6:52     | Vale Pleasant, Nevada, EUA | 40.5 | -117.5 |          | 7.1   | M (Stover e Coffman, 1993)                   |
| 11 de outubro de 1918   | 14:14    | Porto Rico | 18.47 | -67.63 | 116      | 7.5   | MS (McCann, 1985)                            |
| 6 de dezembro de 1918   | 8:41     | Ilha de Vancouver, Colúmbia Britânica, Canadá                                                                                 | 49.62 | -125.92 |          | 7     | ML (Gutenberg e Richter, 1954: Rogers, 1983) |
| 16 de dezembro de 1920  | 12:05    | Ningxia-Kansu, China | 36.6 | 105.32 | 200,000  | 8.6   | MS                                           |
| 31 de janeiro de 1922   | 13:17    | Ao largo de Cape Mendocino, Califórnia, EUA                                                                                   | 40.7 | -125.55 |          | 7.3   | MG-R (Ellsworth, 1990)                       |
| 1 de março de 1922      | 11:21    | Parkfield, Califórnia, EUA | 35.9 | 120.9 |          | 6.1   | M (Bakun e McEvilly, 1984)                   |
| 22 de janeiro de 1923   | 9:04     | Ao largo de Cape Mendocino, Califórnia, EUA                                                                                   | 40.49 | -125.32 |          | 7.2   | MG-R (Ellsworth, 1990)                       |
| 1 de setembro de 1923   | 2:58     | Kanto, Japão Ver Grande terremoto de Kanto                                                                                    | 35.4 | 139.08 | 143,000  | 7.9   | M                                            |
| 1 de março de 1925      | 2:19     | Charlevoix, Quebec, Canadá | 47.76 | -69.84 |          | 6.3   | M (Bent, 1992)                               |
| 28 de junho de 1925     | 1:21     | Vale Clarkston, Montana, EUA                                                                                                  | 46.32 | -111.52 |          | 6.6   | M (Dosier, 1989)                             |
| 29 de junho de 1925     | 14:42    | Santa Bárbara, Califórnia, EUA                                                                                                | 34.3 | -119.8 | 13       | 6.8   | M (Stein e Hanks, 1998)                      |
| 22 de outubro de 1926   | 12:35    | Baía de Monterey, Califórnia, EUA                                                                                             | 36.62 | -122.35 |          | 6.1   | MG-R (Ellsworth, 1990)                       |
| 22 de outubro de 1926   | 13:35    | Baía de Monterey, Califórnia, EUA                                                                                             | 36.55 | -122.18 |          | 6.1   | MG-R (Ellsworth, 1990)                       |
| 7 de março de 1927      | 9:27     | Tango, Japão | 35.8 | 134.92 | 3,020    | 7.6   | MS                                           |
| 22 de maio de 1927      | 22:32    | Tsinghai, China | 37.39 | 102.31 | 200,000  | 7.9   | MS                                           |
| 4 de novembro de 1927   | 13:51    | Ao largo de Lompoc, Califórnia, EUA                                                                                           | 34.92 | -121.03 |          | 7.1   | M (Stein e Hanks, 1998)                      |
| 18 de novembro de 1929  | 20:32    | Grand Banks, Nova Escócia, Canadá                                                                                             | 44.69 | -56.01 |          | 7.3   | M (Bent,1995)                                |
| 21 de dezembro de 1932  | 6:10     | Montanha Cedar, Nevada, EUA                                                                                                   | 38.51 | -118.08 |          | 7.2   | M                                            |
| 2 de março de 1933      | 17:31    | Sanriku, Japão | 39.22 | 144.62 | 2,990    | 8.4   | M                                            |
| 11 de março de 1933     | 1:54     | Long Beach, Califórnia, EUA                                                                                                   | 33.6 | -118 | 115      | 6.4   | M (Hauksson & Gross, 1991)                   |
| 20 de novembro de 1933  | 23:21    | Baía de Baffin, Canadá | 73 | -69.98 |          | 7.4   | M (Stein et al. 1979)                        |
| 15 de janeiro de 1934   | 8:43     | Bihar, Índia | 27.55 | 87.09 | 10,700   | 8.1   | M (Chen e Molnar, 1977)                      |
| 8 de junho de 1934      | 4:47     | Parkfield, Califórnia, EUA | 35.9 | -120.9 |          | 6.1   | M (Bakun e McEvilly, 1984)                   |
| 1 de novembro de 1935   | 6:03     | Timiskaming, Quebec, Canadá                                                                                                   | 48.89 | -79 |          | 6.2   | M (Bent, 1996)                               |
| 22 de julho de 1937     | 17:09    | Salcha, Alasca, EUA | 64.49 | -146.85 |          | 7.3   | MS                                           |
| 23 de janeiro de 1938   | 8:32     | Maui, Havaí, EUA | 20.96 | -156.18 |          | 6.8   | MS (Klein e Wright, 2000)                    |
| 10 de novembro de 1938  | 20:18    | Ilhas Shumagin, Alasca, EUA                                                                                                   | 55.33 | -158.37 |          | 8.2   | M                                            |
| 26 de dezembro de 1939  | 23:57    | Erzinjane, Turquia | 39.77 | 39.53 | 32,700   | 7.8   | MS                                           |
| 19 de maio de 1940      | 4:36     | Vale Imperial, Califórnia, EUA                                                                                                | 32.73 | -115.5 | 9        | 7.1   | M (Ellsworth, 1990)                          |
| 7 de dezembro de 1944   | 4:35     | Tonankai, Japão | 33.75 | 136 | 1,223    | 8.1   | M                                            |
| 1 de abril de 1946      | 12:28    | Ilha Unimak, Alasca, EUA | 52.75 | -163.5 | 165      | 7.3   | MS (Stover e Coffman, 1993)                  |
| 23 de junho de 1946     | 17:13    | Ilha Vancouver, Colúmbia Britânica, Canadá                                                                                    | 49.75 | -124.5 |          | 7.3   | ML(Gutenberg e Richter, 1954: Rogers, 1983)  |
| 4 de agosto de 1946     | 17:51    | República Dominicana Ver Sismo na República Dominicana de 1946                                                                | 19.25 | -69 | 100      | 8     | MS (Abe, 1981)                               |
| 20 de dezembro de 1946  | 19:19    | Nankaido, Japão | 32.5 | 134.5 | 1,330    | 8.1   | M                                            |
| 16 de outubro de 1947   | 2:09     | Fairbanks, Alasca, EUA | 64.2 | -148.3 |          | 7.2   | M                                            |
| 13 de abril de 1949     | 19:55    | Olympia, Washington, EUA | 47.1 | -122.7 | 8        | 7.1   | ML (Baker e Langston, 1987)                  |
| 22 de agosto de 1949    | 4:01     | Ilha Rainha Charlotte, Columbia Britânica, Canadá                                                                             | 53.62 | -133.27 |          | 8.1   | MS (Gutenberg e Richter, 1954)               |
| 15 de agosto de 1950    | 14:09    | Assam e Tibete | 28.5 | 96.5 | 1,526    | 8.6   | M                                            |
| 21 de agosto de 1951    | 10:57    | Kona, Havaí, EUA | 19.5 | -155.95 |          | 6.9   | MS (Klein e Wright, 2000)                    |
| 21 de julho de 1952     | 11:52    | Condado Kern, Califórnia, EUA                                                                                                 | 34.95 | -119.05 | 12       | 7.3   | M (Stein e Hanks, 1998)                      |
| 4 de novembro de 1952   | 16:58    | Kamchatka, Rússia | 52.76 | 160.06 |          | 9     | M                                            |
| 29 de março de 1954     | 6:17     | Espanha | 37.03 | -3.51 |          | 7.9   | M                                            |
| 6 de julho de 1954      | 11:13    | Montanha Rainbow, Nevada, EUA                                                                                                 | 39.42 | -118.53 |          | 6.6   | M (Ellsworth, 1990)                          |
| 24 de agosto de 1954    | 5:51     | Stillwater, Nevada, EUA | 39.58 | -118.45 |          | 6.8   | M (Ellsworth, 1990)                          |
| 16 de dezembro de 1954  | 11:07    | Pico Fairview, Nevada, EUA | 39.32 | -118.2 |          | 7.1   | M (Ellsworth, 1990)                          |
| 16 de dezembro de 1954  | 11:11    | Vale Dixie, Nevada, EUA | 39.5 | -118 |          | 6.8   | M (Ellsworth, 1990)                          |
| 9 de novembro de 1963   | 21:15    | Tarauacá, Acre, Brasil | 9.127 | 71.483 |          | 7,6   |                                              |
| 24 de outubro de 1955   | 4:10     | Concord, Califórnia, EUA | 38 | -122.1 | 1        | 5.4   | ML (Bolt e Miller, 1975)                     |
| 9 de março de 1957      | 14:22    | Ilha Andreanof, Alasca, EUA                                                                                                   | 51.56 | -175.39 |          | 9.1   | M                                            |
| 4 de dezembro de 1957   | 3:37     | Gobi-Altai, Mongólia | 45.15 | 99.21 | 30       | 8.1   | M                                            |
| 7 de abril de 1958      | 15:30    | Huslia, Alasca, EUA | 65.94 | -156.37 |          | 7.3   | M                                            |
| 10 de julho de 1958     | 6:15     | Fairweather, Alasca, EUA | 58.37 | -136.66 | 5        | 7.7   | M                                            |
| 18 de agosto de 1959    | 6:37     | Lago de Hebgen, Montana, EUA                                                                                                  | 44.6 | -110.64 | 28       | 7.3   | M (Dosier, 1985)                             |
| 29 de fevereiro de 1960 | 23:40    | Agadir, Marrocos | 30.5 | -9.3 | 10,000   | 5.7   | M                                            |
| 22 de maio de 1960      | 19:11    | Chile Ver Sismo de Valdivia de 1960                                                                                           | -38.24 | -73.05 | 5,700    | 9.5   | M                                            |
| 28 de março de 1964     | 3:36     | Prince William Sound, Alasca, EUA Ver Sismo do Alasca de 1964                                                                 | 61.02 | -147.65 | 125      | 9.2   | M                                            |
| 16 de junho de 1964     | 4:01     | Niigata, Japão | 38.43 | 139.23 | 26       | 7.5   | M                                            |
| 4 de fevereiro de 1965  | 5:01     | Ilha Rat, Alasca, EUA | 51.21 | -178.5 |          | 8.7   | M                                            |
| 29 de abril de 1965     | 15:28    | Seattle-Tacoma, Washington, EUA                                                                                               | 47.32 | -122.33 | 7        | 6.5   | ML (Algermissen e Harding, 1965)             |
| 28 de junho de 1966     | 4:26     | Parkfield, Califórnia, EUA | 35.88 | -120.49 |          | 6.1   | M (Tsai e Aki, 1969)                         |
| 12 de setembro de 1966  | 16:41    | Truckee, Califórnia, EUA | 39.38 | -120.22 |          | 5.9   | M (Tsai e Aki, 1970)                         |
| 10 de dezembro de 1967  | 22:51    | Koyna, Índia | 17.39 | 73.77 |          | 6.3   | M (Langston, 1976)                           |
| 2 de outubro de 1969    | 6:19     | Santa Rosa, Califórnia, EUA                                                                                                   | 38.3 | -122.76 | 1        | 5.7   | ML (Bolt e Miller, 1975)                     |
| 31 de maio de 1970      | 20:23    | Peru | -9.25 | -78.84 | 66,000   | 7.9   |                                              |
| 31 de julho de 1970     | 17:08    | Colômbia | -1.49 | -72.56 |          | 8     |                                              |
| 9 de fevereiro de 1971  | 14:00    | San Fernando, Califórnia, EUA                                                                                                 | 34.4 | -118.39 | 65       | 6.7   | M (Heaton, 1982)                             |
| 4 de fevereiro de 1975  | 11:36    | Haicheng, China | 40.72 | 122.73 | 10,000   | 7     | M (Cipar, 1979)                              |
| 1 de agosto de 1975     | 20:20    | Oroville, Califórnia, EUA | 39.5 | -121.39 |          | 5.8   | M                                            |
| 29 de novembro de 1975  | 14:47    | lado sul de Kilauea, Hawaii, EUA                                                                                              | 19.45 | -155.03 | 2        | 7.2   | MS (Klein e Wright, 2000)                    |
| 4 de fevereiro de 1976  | 9:01     | Guatemala | 15.3 | -89.14 | 23,000   | 7.5   | M                                            |
| 28 de julho de 1976     | 19:42    | Tangshan, China Ver Sismo de Tangshan de 1976                                                                                 | 39.61 | 117.89 | 255,000* | 7.5   | M                                            |
| 6 de agosto de 1979     | 17:05    | Lago Coyote, Califórnia, EUA                                                                                                  | 37.11 | -121.52 |          | 5.7   | M (Ellsworth, 1990)                          |
| 15 de outubro de 1979   | 23:17    | Vale Imperial, Califórnia, EUA                                                                                                | 32.82 | -115.65 |          | 6.4   | M (Hartzell e Heaton, 1983)                  |
| 24 de janeiro de 1980   | 19:00    | Livermore, Califórnia, EUA | 37.71 | -121.73 |          | 5.8   | M (Bolt et al., 1981)                        |
| 15 de maio de 1980      | 16:33    | Lagos Mammoth, Califórnia, EUA                                                                                                | 37.6 | -118.83 |          | 6.1   | M (Ellsworth, 1990)                          |
| 25 de maio de 1980      | 16:49    | Lagos Mammoth, Califórnia, EUA                                                                                                | 37.65 | -118.9 |          | 5.9   | ML(Ellsworth, 1990)                          |
| 25 de maio de 1980      | 19:44    | Lagos Mammoth, Califórnia, EUA                                                                                                | 37.55 | -118.82 |          | 5.8   | M (Ellsworth, 1990)                          |
| 27 de maio de 1980      | 14:50    | Lagos Mammoth, Califórnia, EUA                                                                                                | 37.48 | -118.8 |          | 6     | M (Ellsworth, 1990)                          |
| 8 de novembro de 1980   | 10:27    | Plataforma Gorda, Califórnia, EUA                                                                                             | 41.12 | -124.67 |          | 7.2   | M (Ellsworth, 1990)                          |
| 1 de janeiro de 1980    | 15:42    | Angra do Heroísmo, Açores, Portugal                                                                                           | 38.66 | -27.22 | 71       | 7.2   |                                              |
| 28 de outubro de 1983   | 14:06    | Pico do Borah, Idaho, EUA | 44.09 | -113.8 | 2        | 7     | M (PDE listagem mensal)                      |
| 16 de novembro de 1983  | 16:13    | Kaoiki, Hawaii, EUA | 19.44 | 155.38 |          | 6.7   | M (PDE listagem mensal)                      |
| 24 de abril de 1984     | 21:15    | Monte Morgan, Califórnia, EUA                                                                                                 | 37.3 | -121.71 |          | 6.2   | M (PDE listagem mensal)                      |
| 23 de novembro de 1984  | 18:08    | Vale Round, Califórnia, EUA                                                                                                   | 37.45 | -118.6 |          | 5.7   | M (Ellsworth, 1990)                          |
| 19 de setembro de 1985  | 13:17    | Michoacán, México Ver Sismo da Cidade do México de 1985                                                                       | 18.44 | -102.36 | 9,500    | 8     | M (PDE listagem mensal)                      |
| 23 de dezembro de 1985  | 5:16     | Nahanni, Territórios do Noroeste, Canadá                                                                                      | 62.16 | -124.31 |          | 6.8   | M (Wetmiller et al., 1988)                   |
| 7 de maio de 1986       | 22:47    | Ilha Andreanof, Alasca, EUA                                                                                                   | 51.56 | -174.81 |          | 8     | M (PDE listagem mensal)                      |
| 8 de julho de 1986      | 9:20     | Norte de Palm Springs, Califórnia, EUA                                                                                        | 33.97 | -116.78 |          | 6.1   | M (Hartzell, 1989)                           |
| 21 de julho de 1986     | 14:42    | Vale Chalfant, Califórnia, EUA                                                                                                | 37.53 | -118.43 |          | 6.2   | M (Ellsworth, 1990)                          |
| 1 de outubro de 1987    | 14:42    | Whittier Narrows, Califórnia, EUA                                                                                             | 34.06 | -118.13 | 8        | 5.9   | M (Hartzell e Iida, 1990)                    |
| 30 de novembro de 1987  | 19:23    | Golfo do Alasca | 58.84 | -142.6 |          | 7.9   | M (PDE listagem mensal)                      |
| 22 de janeiro de 1988   | 0:35     | Enseada Tennant, Austrália | -19.87 | 133.78 |          | 6.3   | M (Choy e Bowman, 1990)                      |
| 22 de janeiro de 1988   | 3:57     | Enseada Tennant, Austrália | -19.88 | 133.83 |          | 6.4   | M (Choy e Bowman, 1990)                      |
| 22 de janeiro de 1988   | 12:04    | Enseada Tennant, Austrália | -19.9 | 133.83 |          | 6.6   | M (Choy e Bowman, 1990)                      |
| 6 de março de 1988      | 22:35    | Golfo do Alasca | 57.26 | -142.75 |          | 7.8   | M (PDE listagem mensal)                      |
| 25 de novembro de 1988  | 23:46    | Saguenay, Quebec, Canadá | 48.06 | -71.27 |          | 5.9   | M (Boatwright e Choy, 1992)                  |
| 7 de dezembro de 1988   | 7:41     | Espitaque, Armênia | 40.93 | 44.11 | 25,000   | 6.8   | M (PDE listagem mensal)                      |
| 18 de outubro de 1989   | 0:04     | Loma Prieta, Califórnia, EUA Ver Loma Prieta de 1989                                                                          | 37.14 | -121.76 | 63       | 6.9   | M (Wald et al., 1991)                        |
| 25 de dezembro de 1989  | 14:24    | Ungava, Quebec, Canadá | 60.07 | -73.54 |          | 6     | M (Bent, 1994)                               |
| 28 de junho de 1991     | 1:43     | Sierra Madre, Califórnia, EUA                                                                                                 | 34.25 | -117.95 | 2        | 5.6   | M (Wald et al., 1991)                        |
| 17 de agosto de 1991    | 22:17    | Honeydew, Califórnia, EUA | 41.79 | -125.58 |          | 7.1   | M (PDE listagem mensal)                      |
| 23 de abril de 1992     | 4:50     | Joshua Tree, Califórnia, EUA                                                                                                  | 33.87 | -116.55 |          | 6.1   | M (Hauksson et al., 1993)                    |
| 25 de abril de 1992     | 18:06    | Cabo Mendocino, Califórnia, EUA                                                                                               | 40.38 | -124.05 |          | 7.2   | M (PDE listagem mensal)                      |
| 26 de abril de 1992     | 7:41     | Ao largo do Cabo Mendocino, Califórnia, EUA                                                                                   | 40.55 | -124.29 |          | 6.5   | M (Oppenheimer et al., 1993)                 |
| 26 de abril de 1992     | 11:18    | Ao largo do Cabo Mendocino, Califórnia, EUA                                                                                   | 40.44 | -124.43 |          | 6.7   | M (Oppenheimer et al., 1993)                 |
| 28 de junho de 1992     | 11:57    | Landers, Califórnia, EUA | 34.2 | -116.52 | 3        | 7.3   | M (Sieh et al. 1993)                         |
| 29 de junho de 1992     | 10:14    | Montanha de Little Skull, Nevada, EUA                                                                                         | 36.77 | -116.32 |          | 5.7   | M (Walter, 1993)                             |
| 21 de setembro de 1992  | 0:16     | Nicarágua | 11.77 | -87.35 | 116      | 7.7   | M (PDE listagem mensal)                      |
| 29 de setembro de 1993  | 22:25    | Latur-Killari, Índia | 18.08 | 76.52 | 9,748    | 6.2   | M (PDE listagem mensal)                      |
| 17 de janeiro de 1994   | 12:30    | Northridge, Califórnia, EUA Ver Sismo de Northridge de 1994                                                                   | 34.18 | -118.56 | 60       | 6.7   | M (PDE listagem mensal)                      |
| 9 de junho de 1994      | 0:33     | Bolívia | -13.86 | -67.49 | 5        | 8.2   | M (PDE listagem mensal)                      |
| 1 de setembro de 1994   | 15:15    | Cabo Mendocino, Califórnia, EUA                                                                                               | 40.38 | -125.78 |          | 7.1   | M (PDE listagem mensal)                      |
| 16 de janeiro de 1995   | 20:46    | Kobe, Japão | 34.57 | 135.03 | 5,502    | 6.9   | M (PDE listagem mensal)                      |
| 31 de maio de 1997      | 22:51    | Jabalpur, Índia | 23.07 | 80.12 | 38       | 5.8   | M (Singh et al., 1999)                       |
| 4 de fevereiro de 1998  | 14:32    | Província de Takhar, Afeganistão                                                                                              | 37.17 | 70.14 | 2,323    | 5.9   |                                              |
| 17 de julho de 1998     | 8:49     | Papua-Nova Guiné | -2.94 | 142.58 | 2,183    | 7     | M (PDE listagem mensal)                      |
| 25 de janeiro de 1999   | 18:19    | Colômbia | 4.45 | -75.65 | 1,185    | 6.2   |                                              |
| 17 de agosto de 1999    | 0:01     | Izmit, Turquia | 40.77 | 30 | 17,118   | 7.6   | M (PDE listagem mensal)                      |
| 20 de setembro de 1999  | 17:47    | Chi-Chi, Taiwan | 23.82 | 120.86 | 2,400    | 7.7   | M (PDE listagem mensal)                      |
| 16 de outubro de 1999   | 9:46     | Hector Mine, Califórnia, EUA                                                                                                  | 34.56 | -116.44 |          | 7.2   | M (PDE listagem mensal)                      |
| 12 de novembro de 1999  | 16:57    | Duzce, Turquia | 40.82 | 31.23 | 894      | 7.2   | M (PDE listagem mensal)                      |
| 3 de setembro de 2000   | 8:36     | Napa, Califórnia, EUA | 38.38 | -122.41 |          | 5     | M (BRK)                                      |
| 16 de novembro de 2000  | 4:54     | Nova Irlanda, Papua-Nova Guiné                                                                                                | -4 | 152.33 |          | 8     |                                              |

### Século XXI
| Data                    | Hora GMT | Local                                                     | Lat.     | Long.     | Mortes  | Magn. | MX† (ref. M)            |
| ----------------------- | -------- | --------------------------------------------------------- | -------- | --------- | ------- | ----- | ----------------------- |
| 13 de janeiro de 2001   | 17h33min | El Salvador                                               | 13º05'N  | 88º66'O   | 844     | 7.7   | M (PDE listagem mensal) |
| 26 de janeiro de 2001   | 3h16min  | Gujarat, Índia                                            | 23º42'N  | 70º23'L   | 20.085  | 7.7   | M (PDE listagem mensal) |
| 28 de fevereiro de 2001 | 18h54min | Olympia, EUA                                              | 47º15'N  | 122º73'O  | 0       | 6.8   | M (PDE listagem mensal) |
| 23 de junho de 2001     | 20h33min | Costa do Peru                                             | 16º26'S  | 73º64'O   | 75      | 8.4   | M (PDE listagem mensal) |
| 25 de março de 2002     | 14:56    | Hindu Kush, Afeganistão                                   | 36º43'N  | 70º44'L   | 1.000   | 6.3   | M (PDE listagem mensal) |
| 20 de abril de 2002     | 10h50min | Au Sable Forks, Nova Iorque                               | 44º51'N  | 73º7'O    | 0       | 5.1   | M (PDE listagem mensal) |
| 3 de novembro de 2002   | 10h12min | Denali Park, Alasca, EUA                                  | 63º52'N  | 147º44'O  | 0       | 7.9   | M (QED)                 |
| 21 de maio de 2003      | 18h44min | Boumerdes, Argélia                                        | 36º96'N  | 3º63'L    | 2.266   | 6.8   | M (QED)                 |
| 26 de dezembro de 2004  | 00h58min | Indonésia Ver Sismo e tsunami do Oceano Índico de 2004    | 3º19'N   | 95º51'L   | 230.000 | 9.1   | M (QED)                 |
| 23 de fevereiro de 2006 | 22h00min | Espungabera, Moçambique                                   | 21º17'S  | 33º52'L   | 5       | 7.2   | M (QED)                 |
| 12 de janeiro de 2010   | 21h53min | Port-au-Prince, Haiti Ver Sismo do Haiti de 2010          | 18º27'N  | 72º31'O   | 316.000 | 7     | M (QED)                 |
| 27 de fevereiro de 2010 | 06h34min | Chile Ver Sismo do Chile de 2010                          | 35°50'S  | 72°43'O   | 799     | 8.8   |                         |
| 11 de março de 2011     | 14h46min | Sendai, Japão Ver Sismo e tsunami de Tohoku em 2011       | 38°19' N | 142°22' L | 15.894  | 9.1   | M (QED)                 |
| 16 de setembro de 2015  | 22h54min | Illapel, Chile Ver Sismo de Coquimbo de 2015              | 31°34'S  | 71°45'O   | 15      | 8.3   |                         |
| 16 de abril de 2016     | 20h00min | Muisne, Equador Ver Sismo do Equador em 2016              | 0°37'N   | 79°94'O   | ~660    | 7.8   | M (QED)                 |
| 24 de agosto de 2016    | 1h36min  | Perugia, Itália Ver Sismo na Itália de agosto de 2016     | 42°71'N  | 13°77'L   | 299     | 6.2   | M (QED)                 |
| 30 de outubro de 2016   | 06h40min | Nórcia, Italia Ver Sismos na Itália de outubro de 2016    | 42.855°N | 13.088°L  | 0       | 6.6   |                         |
| 13 de novembro de 2016  | 11h02min | Canterbury, Nova Zelândia Ver Sismo de Canterbury de 2016 | 42.757°S | 173.077°L | 2       | 7.8   |                         |

MG-R= Magnitude de Gutenberg e Richter (1954)

MS = 20 s onda da superfície magnitude

M = escala de momento de magnitude (Hanks e Kanamori, 1979)

MI é uma magnitude de intensidade

ML é uma magnitude local (Richter, 1935). 
 * Mortes estimadas num valor superior a 655 000.
Fonte: United States Geological Survey (USGS) 

## Outros sismos não listados pela USGS
| Data                                       | Sítio                                                  | Mortes    | Magnitude ou intensidade * | Comentários |
| 464 a.C.                                   | Esparta, Grécia Ver Sismo de Esparta de 464 a.C.       | ?         | –                          | Conduziu a relações tensas com Atenas, um dos fatores que levaram à Guerra do Peloponeso                                                                                      |
| 226 a.C.                                   | Rodes, Grécia                                          | ?         | –                          | Destruiu o Colosso de Rodes e a cidade de Kameiros |
| 365                                        | Cnossos, Creta (Grécia)                                | 50,000    | XI                         | |
| 365                                        | Cirene, Líbia                                          | ?         | –                          | |
| 20 de maio de 526                          | Antioquia, Síria                                       | 250,000   | –                          | |
| 844                                        | Damasco, Síria                                         | 50,000    | VIII                       | |
| 847                                        | Mosul, Iraque                                          | 50,000    | –                          | |
| 847                                        | Damasco, Síria                                         | 70,000    | X                          | |
| 856                                        | Cumis, Dangã, Irã (Irão)                               | 200,000   | –                          | |
| 856                                        | Corinto, Grécia                                        | 45,000    | –                          | |
| 893                                        | Cáucaso                                                | 82,000    | –                          | |
| 893                                        | Daipur, Índia                                          | 180,000   | –                          | |
| 893                                        | Ardabil, Irã (Irão)                                    | 150,000   | –                          | |
| 1036                                       | Xanxim, China                                          | 23,000    | –                          | |
| 1042                                       | Palmira, Balbeque, Síria                               | 50,000    | X                          | |
| 1057                                       | Chihli (Hopeh), China                                  | 25,000    | –                          | |
| 11 de outubro de 1138                      | Alepo, Síria                                           | 230,000   | 8,5                        | |
| 1170                                       | Sicília                                                | 15,000    | –                          | |
| 1201                                       | Alto Egito ou Síria                                    | 1,100,000 | IX                         | |
| 1268                                       | Cilícia, Anatólia (Turquia)                            | 60,000    | –                          | |
| 27 de setembro de 1290                     | Chihli (Hopeh), China                                  | 100,000   | 6.7                        | |
| 20 de maio de 1293                         | Kamakura, Japão                                        | 30,000    | –                          | |
| 26 de janeiro de 1531                      | Lisboa, Portugal                                       | 30,000    | –                          | |
| novembro de 1667                           | Shemaja, Azerbaijão                                    | 80,000    | –                          | |
| novembro de 1667                           | Shemaja, Azerbaijão                                    | 80,000    | –                          | |
| 1690                                       | Amazonas, Brasil                                       | -         | 7.0                        | epicentro na margem esquerda do rio Amazonas, a 45 km de Manaus. Esse fenômeno alterou significantemente a topografia local e produziu ondas parecidas com um pequeno tsunami |
| 11 de janeiro de 1693                      | Catânia, Sicília                                       | 60,000    | –                          | |
| 1693                                       | Nápoles, Itália                                        | 93,000    | –                          | |
| 1707                                       | Japão (onda sísmica)                                   | 30,000    | –                          | |
| 30 de setembro de 1730                     | Hokkaido, Japão                                        | 137,000   | –                          | |
| 1731                                       | Pequim, China                                          | 100,000   | –                          | |
| 11 de outubro de 1737                      | Calcutá, Índia                                         | 300,000   | –                          | |
| 7 de junho de 1755                         | Norte da Pérsia                                        | 40,000    | –                          | |
| 18 de novembro de 1755                     | Boston, Massachusetts, EUA                             | 0         | –                          | |
| 4/5 de fevereiro, 28 de março de 1783      | Calábria, Itália                                       | 35,000    | –                          | |
| 4 de fevereiro de 1797                     | Quito, Equador e Cuzco, Peru                           | 41,000    | –                          | |
| 8 de dezembro de 1812 às 9:45              | Wrightwood, Califórnia, EUA (lat. 34.22, long. 117.39) | 40        | ~7                         | Destruiu a igreja da Missão San Juan Capistrano |
| 23 de janeiro de 1855 21:11 (hora local)   | Wairarapa, Nova Zelândia                               | 4         | ~8.0                       | Parte da costa de Wellington, até 2 metros, foram destruídos. |
| 3 de fevereiro de 1931, 10:47 (hora local) | Napier, Nova Zelândia                                  | 258       | 7.9                        | A maior parte da cidade foi destruída; 40 km² do fundo marinho subiram até ficarem território seco.                                                                           |
| 25 de dezembro de 1932,                    | Gansu, China                                           | 70,000    | 7.6                        | |

Nota: Magnitudes são geralmente estimativas de intensidade. Quando nenhuma magnitude estava disponível, a intensidade máxima, escrita como um numeral romano de I a XII, foi atribuída.